# لغة الإشارة في الدماغ

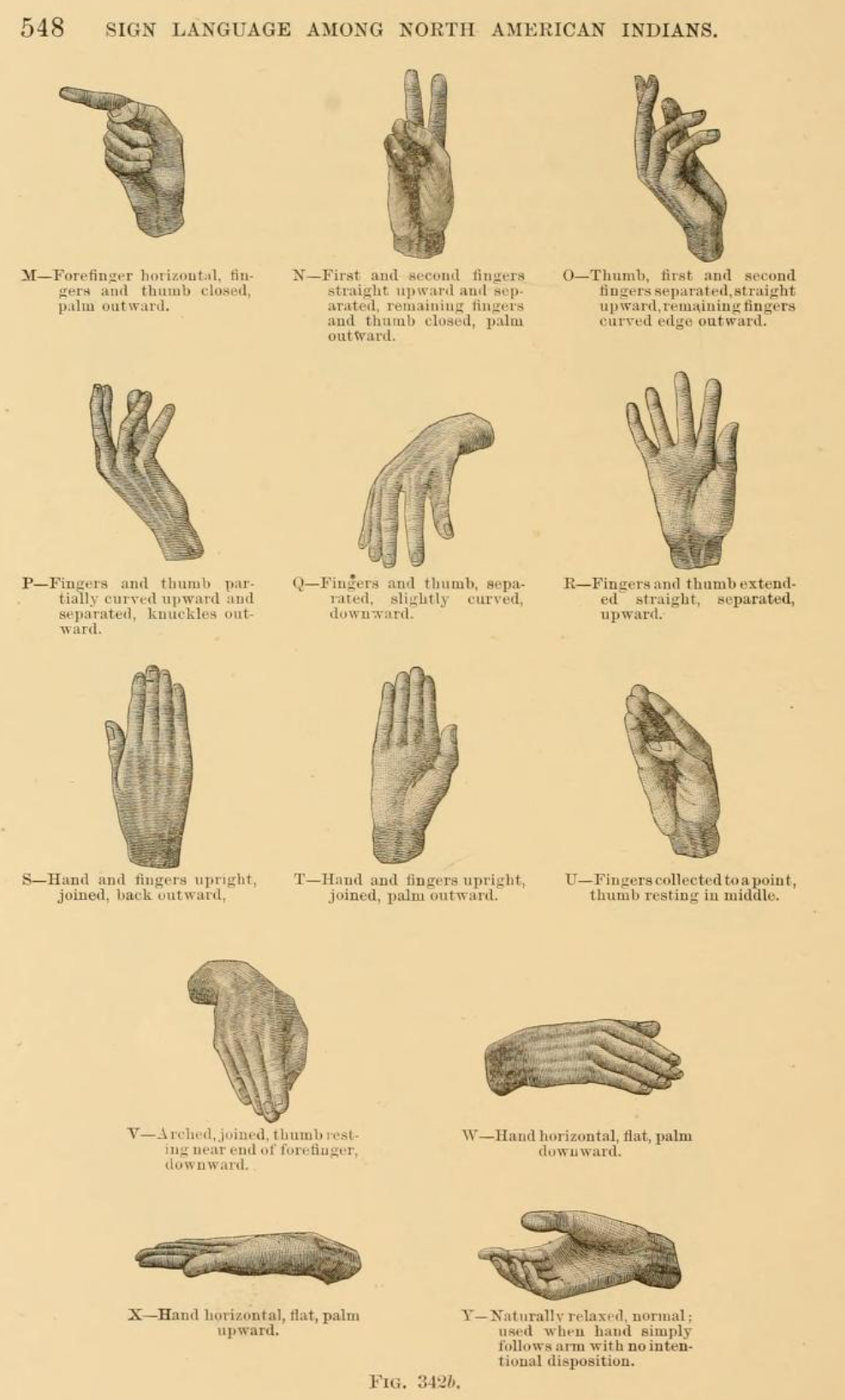

لغة الإشارة- هي تلك التي تشير إلى أي لغة طبيعية تستخدم الإيماءات البصرية التي تنتجها الأيدي وكذلك لغة الجسد للتعبير عن المعنى. والجانب الأيسر من الدماغ هو الجانب المسيطر الذي يتم استخدامه لإنتاج وفهم لغة الإشارة، تمامًا كما هو الحال بالنسبة للكلام.  في عام 1861م ، قام بول بروكا Paul Broca بدراسة المرضى الذين لديهم القدرة على فهم اللغات المنطوقة ومع ذلك غير قادرين على إخراجها أو انتاجها. وقد تمت تسمية المنطقة المتضررة بمنطقة بروكا ، وتقع في التلفيف الجبهي السفلي لنصف الكرة المخية الأيسر ( مناطق برودمان 44، 45). وبعد فترة وجيزة،و في عام 1874م، قام كارل فيرنيكه Carl Wernicke بدراسة المرضى الذين يعانون من العجز العكسي: حيث كان المرضى قادرين على إنتاج اللغة المنطوقة، ولكنهم لم يتمكنوا من فهمها. تمت تسمية المنطقة المتضررة بمنطقة فيرنيكه ، وتقع في التلفيف الصدغي العلوي الخلفي لنصف الكرة المخية الأيسر ( منطقة برودمان 22).
أصحاب الإشارات التي بها أضرار في منطقة بروكا كقيراً ما يواجهون مشاكل في إنتاج الإشارات. كما يعاني الأشخاص الذين يعانون من تلف في منطقة فيرنيك (نصف الكرة المخية الأيسر) في الفص الصدغي من الدماغ من مشاكل في فهم لغات الإشارة. في وقت مبكر، وقد تم ملاحظة أن منطقة بروكا كانت قريبة من جزء القشرة الحركية تلك التي تتحكم في الوجه والفم. وبالمثل، كانت منطقة فيرنيك قريبة من القشرة السمعية. وتعتبر مثل هذه المناطق الحركية والسمعية مهمة في معالجة اللغة المنطوقة وفي انتاجها، غير ان الارتباط بينها وبين لغات الإشارة لم يتم اكتشافه بعد. ومن أجل هذا السبب، تم وصف النصف الأيسر من الدماغ بأنه النصف اللفظي، في حين تم اعتبار النصف الأيمن مسؤولاً عما يسمى بالمهام المكانية. ويمكن القول انه قد تم استخدام هذا المعيار والتصنيف للتنديد بلغات الإشارة باعتبارها لا تساوي اللغة المنطوقة حتى تم الاتفاق على نطاق واسع على أنه بسبب التشابه في الاتصال القشري فهما متكافئان لغويا وإدراكيًا.
وفي الثمانينيات من القرن العشرين، أجريت عدة أبحاث على مرضى الصم الذين يعانون من السكتة الدماغية في النصف الأيسر من الدماغ، وذلك لاستكشاف العلاقة بين الدماغ ولغات الإشارة. وقد تم اكتشاف أن المنطقة المحيطة بالفص الأيسر مهمة وظيفيًا للغة المنطوقة والمشار إليها.   وقد أدى موقعها بالقرب من العديد من مناطق المعالجة السمعية الرئيسة إلى الاعتقاد بأن معالجة اللغة تتطلب مدخلات سمعية وقد تم استخدامها للإساءة إلى لغات الإشارة باعتبارها "لغات حقيقية".  ويمكن القول أن هذا البحث قد فتح الباب أمام المزيد من التحليل اللغوي والمزيد من البحث حول لغات الإشارة. لغات الإشارة،مثلها مثل اللغات المنطوقة، هي عبارة عن أنظمة لغوية عالية البنية؛ ولها مجموعاتها الخاصة من الخصائص الصوتية والصرفية والنحوية. ويمكن القول أنه على الرغم من بعض الاختلافات بين اللغة المنطوقة ولغة الإشارة، إلا أن مناطق الدماغ المرتبطة بها تشترك في كثير من الأشياء المشتركة. 

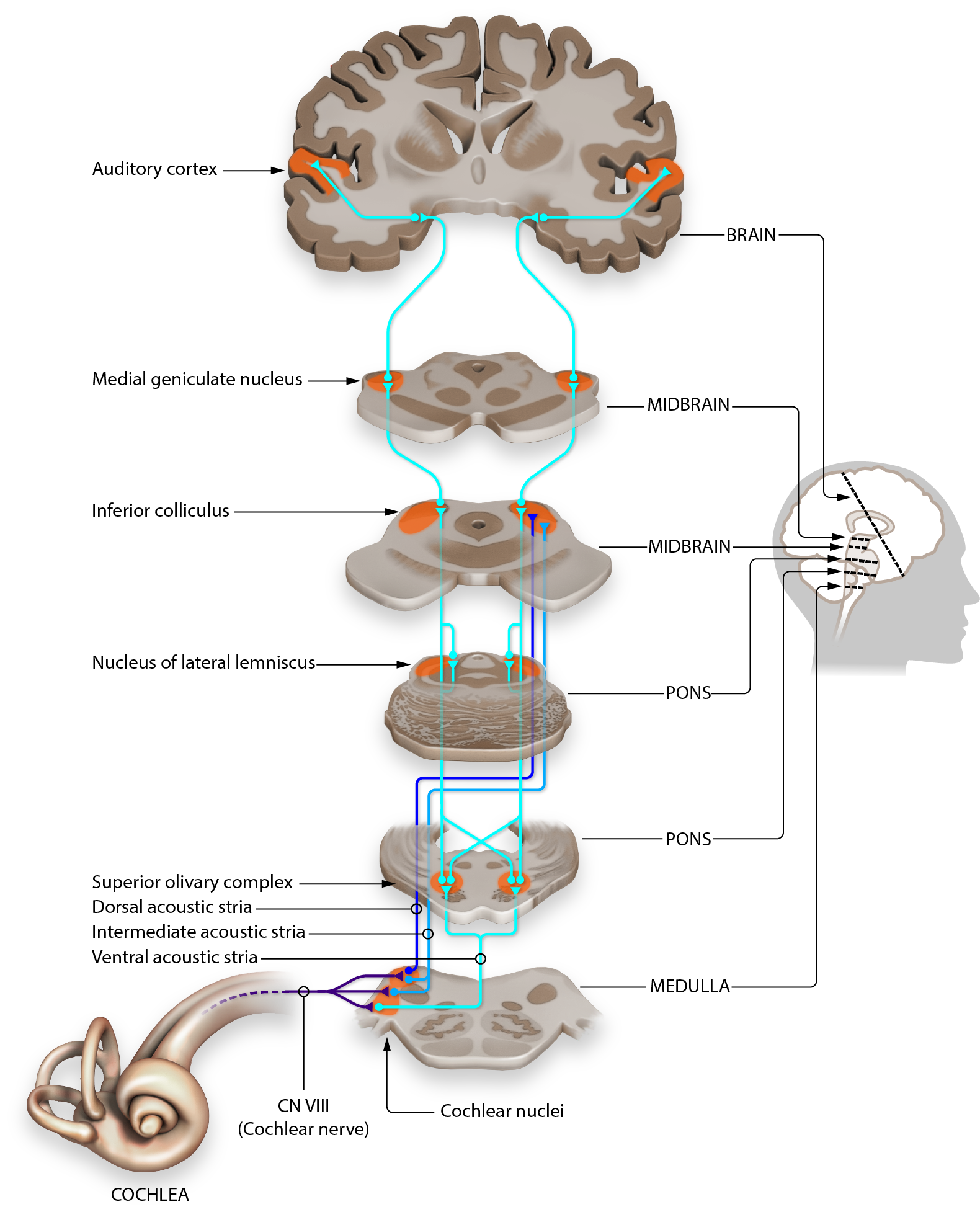
الشكل 1. مخطط للمسار السمعي الصاعد

## كيف يعالج الدماغ المعلومات السمعية
أحد الهياكل الرئيسة للسمع تتمثل في القوقعة ، وهي بنية ملفوفة صغيرة داخل الأذن (كما هو موضح في الشكل 2).  وهذا هو واحد من العديد من الهياكل التي يمكن أن تتضرر الأمر الذي يؤدي بدوره إلى فقدان السمع. عندما تدخل الموجات الصوتية إلى الأذن فإنها تسبب اهتزاز طبلة الأذن. ويؤدي هذا الاهتزاز إلى تحريك عظيمات الأذن، مما يسبب انخفاض النافذة البيضاوية . يؤدي هذا الانخفاض إلى حدوث موجات في سائل القوقعة مما يؤدي إلى تحريك الغشاء القاعدي . حيث تكون أقسام مختلفة من الغشاء القاعدي مسؤولة عن الاستجابة لأنواع مختلفة من الصوت، حيث تصل موجة الصوت المحددة إلى ذروتها في الجزء المسؤول من الغشاء القاعدي. هذه العملية هي التي تحول الصوت إلى نشاط عصبي عن طريق مستقبلات الخلايا الشعرية . تحتوي هذه المستقبلات على شعيرات هدبية تسبب إطلاق الناقل العصبي على العصب الدهليزي القوقعي عند عملية تحريكها.
يتشابك العصب الدهليزي القوقعي في النخاع العلوي باستخدام نوى القوقعة.  ويعتبر هذا بداية المسار السمعي الصاعد (كما هو موضح في الشكل 1). ثم تقوم النوى القوقعية بإرسال المعلومات إلى النواة الزيتونية العلوية لبدء عملية تفسير المعلومات ودمجها في الدماغ. ويقوم المخ بتحديد موقع الصوت من خلال فهم الاختلافات في توقيت الأصوات وشدتها في كل أذن. تستمر هذه المعلومات إلى التل السفلي ، وهو أمر مهم لدمج غالبية المعلومات السمعية الصاعدة. ترسل التلة السفلية هذه المعلومات إلى النواة الركبية الوسطى داخل المهاد . وأخيرًا يقوم المهاد بإرسال المعلومات التي استقبلها إلى القشرة السمعية ، والتي تقع في الفص الصدغي .

الشكل 2. مخطط للأذن والهياكل الداخلية

## أوجه التشابه والاختلاف بين نصفي العالم، بين اللغة المنطوقة ولغة الإشارة
يحتوي كل من نصفي الدماغ الأيمن والأيسر على هياكل دماغية مرتبطة باللغات المنطوقة ولغات الإشارة. وتعتمد اللغة المنطوقة ولغة الإشارة على نفس الركيزة القشرية.  وهذا يوضح أن النصف الأيسر من الدماغ مسؤول عن معالجة جميع جوانب اللغة، وليس الكلام فقط. ومع ذلك، فإن التنظيم العصبي الذي يكمن وراء قدرات لغة الإشارة يتشابه أكثر مع التنظيم العصبي الذي يكمن وراء اللغة المنطوقة مقارنة بالتنظيم العصبي الذي يكمن وراء المعالجة البصرية المكانية، والتي تتم معالجتها بشكل مهيمن في النصف الأيمن من المخ.  ولقد أظهر المرضى الذين يعانون من تلف في نصف الدماغ الأيسر (LHD)، في مناطق تتراوح من الفص الجبهي إلى الفص القذالي، أعراض فقدان القدرة على الكلام المسمى بـ بروكا وفيرنيكه. وقد كان أداء المرضى ضعيفًا في العديد من المهام المعتمدة على اللغة مثل فهم الإشارات والجمل والإشارة بطلاقة. وعلى غرار "زلات اللسان" التي تصيب المرضى الذين يعانون من فقدان القدرة على الكلام، أو "زلات اليد". وعادة ما تنطوي زلات اليد هذه على شكل غير صحيح لليد في المكان الصحيح والحركة الصحيحة، على غرار استبدال المريض الذي يعاني من فقدان القدرة على الكلام بكلمة "بِلاين" أو "جيني".  ومع ذلك، فإن بعض تلف النصف الأيمن من المخ يؤدي إلى اضطرابات في لغة الإشارة. غالبًا ما يكون الاستخدام الطوبوغرافي لمساحة الإشارة غير دقيق لدى المرضى المصابين بمرض القلب الروماتيزمي؛ وغالبًا ما تكون العلاقة بين موقع اليدين في مساحة الإشارة وموقع الأشياء في المساحة المادية ضعيفة. ومع ذلك، بدلاً من سوء الفهم، قد يتم ببساطة وضع الكائنات والموضوعات في الجملة بشكل غير صحيح بالنسبة للكائنات والموضوعات الأخرى في الجملة، مثل قول "القلم الرصاص موجود في الكتاب" بدلاً من "القلم الرصاص موجود أعلى الكتاب".  في وقت التجربة، بدأت النظريات تنتشر في المجتمع مفادها أنه قد يكون هناك تورط غير مبرر لنصف الدماغ الأيمن في لغات الإشارة غير المرئية في اللغات المنطوقة. وقد تم تبني هذه النظريات أيضًا من قبل علماء لغة الإشارة، كما أكدت دراسات التصوير والاختبارات النفسية العصبية وجود نشاط في النصف الأيمن من الدماغ.  أدت الدراسات السابقة التي أجريت على نصف الدماغ الأيمن للغات المنطوقة إلى ظهور نظريات سائدة حول دوره في تماسك الخطاب والعروض . وقد تم اقتراح أن النصف الأيمن من الدماغ يساعد في الكشف عن الحركة البصرية ومعالجتها وتمييزها.  وقد ثبت أيضًا أن النصف الأيمن من الدماغ يلعب دورًا في إدراك حركات الجسم ومواقفه.  تظهر جميع هذه السمات الخاصة بالنصف الأيمن من الدماغ بشكل أكثر وضوحًا في لغات الإشارة مقارنة باللغات المنطوقة، ومن هنا جاءت الحجة القائلة بأن لغات الإشارة تستخدم النصف الأيمن من الدماغ أكثر من اللغات المنطوقة.
ومع تطور التكنولوجيا الخاصة بتصوير الدماغ مثل تخطيط كهربية الدماغ وانتشارها، تم تطبيقها في نهاية المطاف على فهم لغة الإشارة. إن استخدام تخطيط كهربية الدماغ لتسجيل الإمكانات المرتبطة بالحدث قد يؤدي إلى ربط نشاط دماغي محدد بمعالجة اللغة في الوقت الفعلي. أظهر التطبيق السابق لـ ERP على مرضى السمع نشاطًا عصبيًا في النصف الأيسر من المخ يتعلق بالأخطاء النحوية.  عندما تم توصيل الأقطاب الكهربائية إلى المتحدثين الأصليين للصم، تم تسجيل تشوهات نحوية مماثلة مرتبطة بإمكانية حدوث حدث عبر نصفي الدماغ المخية الأيسر والأيمن. يوضح هذا أن المعالجة النحوية للغة الإشارة الأمريكية (ASL) ليست متمركزة في النصف الأيسر من الدماغ. 
عند التواصل باللغات الخاصة بهم، يتم تنشيط مناطق مماثلة في الدماغ لدى الصم والسامعين مع بعض الاستثناءات. أثناء معالجة المحفزات السمعية للغات المنطوقة، وهناك نشاط يمكن اكتشافه داخل منطقة بروكا، ومنطقة فيرنيك، والتلفيف الزاوي، والقشرة الجبهية الأمامية الظهرانية، والثلم الصدغي العلوي.  تم اكتشاف نشاط النصف الأيمن من الدماغ في أقل من 50% من التجارب التي أجريت على الأشخاص الذين يسمعون الجمل الإنجليزية. وعندما تم تكليف الأشخاص الصم بقراءة اللغة الإنجليزية، لم يكن أي من هياكل النصف الأيسر من الدماغ التي شوهدت لدى الأشخاص الذين يتمتعون بالسمع مرئية.  أظهر الأشخاص الصم أيضًا نشاطًا واضحًا في الفص الصدغي الجداري الأوسط والخلفي داخل نصف الدماغ الأيمن.  عندما تم تقديم إشارات مختلفة مصممة لإثارة المشاعر لدى الأشخاص الذين لديهم لغة الإشارة الأصلية، لم تكن هناك أية تغييرات واضحة في نشاط الدماغ في مراكز معالجة اللغة التقليدية. كان نشاط الدماغ لدى الصم الذين يتحدثون لغة الإشارة أثناء معالجة الإشارات مماثلاً لنشاط الأشخاص السامعين أثناء معالجة اللغة الإنجليزية. ومع ذلك، فإن معالجة لغة الإشارة الأمريكية جندت على نطاق واسع هياكل نصف الدماغ الأيمن بما في ذلك التنشيط الكبير للفص الصدغي العلوي بأكمله، والمنطقة الزاوية، والقشرة الجبهية الأمامية السفلية. نظرًا لأن مستخدمي لغة الإشارة الأصليين أظهروا أيضًا هذا التنشيط في نصف الدماغ الأيمن عند معالجة لغة الإشارة الأمريكية، فقد تم اقتراح أن هذا التنشيط في نصف الدماغ الأيمن يرجع إلى فك التشفير الزمني البصري المكاني اللازم لمعالجة لغات الإشارة. 
وفي دراسة مماثلة نشرت عام 2017م، تمت دراسة الأفراد الصم الذين يستخدمون لغة الإشارة الفرنسية أثناء معالجة لغة الإشارة الفرنسية والفرنسية المكتوبة. وأثناء عمليات كل لغة، كان هناك نشاط ثنائي في الفصوص القذالية، وفي الفصوص الصدغية بالقرب من الثلم الصدغي العلوي، وفي التلافيف الجبهية.  وقد أظهرت معالجة لغة الإشارة نشاطًا أقوى في كل من الفصين القذالي والفصين الصدغيين الخلفيين وفي المهاد على كلا الجانبين. كما أظهرت نشاطًا قويًا بشكل خاص في الهياكل الموجودة في نصف الدماغ الأيمن: الثلم الصدغي العلوي، والتلفيف المغزلي، والتلفيف الجبهي السفلي.  وعلى النقيض من معالجة لغة الإشارة، عندما قام الأفراد بمعالجة اللغة الفرنسية المكتوبة كان هناك نشاط قوي على كلا الجانبين وفي نصف الدماغ الأيسر. كانت المناطق التي أظهرت نشاطًا ثنائيًا هي الفصوص الجدارية السفلية، والتلافيف المغزلية، ومنطقة برودمان 44، وغيرها. كانت المناطق المتاخمة للنصف الأيسر من الدماغ هي التلفيف المغزلي والتلفيف العظمي، وتحديدًا في موقع شكل الكلمة المرئية . 

## الاختلافات العصبية بين مجموعات الصم والسامعين
يُعتقد أن هناك اختلافات عصبية تشريحية كبيرة بين البشر الذين يعانون الصم خلقة، وأولئك الذين يصابون بالصمم في وقت لاحق من الحياة.  لذلك، يُعتقد على نطاق واسع أن البحث في الاختلافات في التواصل لدى البشر الصم يجب أن ينقسم إلى مجموعتين - الصمم الخلقي والصمم بعد الولادة. لقد أظهر التصوير البنيوي للدماغ بشكل شائع أن حجم المادة البيضاء في القشرة السمعية يختلف بين الأشخاص الصم والسامعين، بغض النظر عن اللغة الأولى التي تم تعلمها.  يُعتقد أن البشر الصم لديهم نسبة أكبر من المادة الرمادية إلى المادة البيضاء في بعض القشرة السمعية، مثل التلفيف الصدغي العلوي والأيسر والأيمن.  ويُعتقد أن هذه النسبة المرتفعة موجودة بسبب قلة المادة البيضاء بشكل عام في التلفيف الهيستشلي والتلفيف الصدغي العلوي بين البشر الصم. بشكل عام، تمتلك القشرة السمعية لدى البشر الصم نسبة متزايدة من المادة الرمادية إلى المادة البيضاء نتيجة لعدم وجود محفزات سمعية، وهو ما يُعتقد عمومًا أنه يؤدي إلى قلة التغميد وقلة النتوءات من وإلى القشرة السمعية. 
وقد كان يُعتقد أن الأشخاص الصم خلقة قد يقدمون نظرة ثاقبة حول مرونة الدماغ؛ حيث يوفر انخفاض الاتصال السمعي وحجم الدماغ اللازمين لمعالجة السمع فرصة لتعزيز القشرة البصرية التي لها أهمية أكبر لدى البشر الصم.  يعمل الثلم الكلسي كمركز للقشرة البصرية الأولية عند البشر. ويمتلك البشر الصم خلقة حجمًا أكبر بشكل ملحوظ من قشرة الكالكارين مقارنة بالبشر القادرين على السمع.  يمكن أن يؤدي زيادة حجم وحجم القشرة البصرية لدى الأفراد الصم إلى زيادة معالجة الرؤية. لقد أظهر البشر الصم، من خلال الإمكانات المرتبطة بالأحداث، حساسية متزايدة وتفاعلًا مع المحفزات البصرية الجديدة - وهو دليل على مرونة الدماغ التي تؤدي إلى تعزيز السلوك. 

## الفرق بين من يسخدمون لغة الإشارة وغير المستخدمين لها
في إحدى التجارب المنشورة عام 1992م ، تمت دراسة الصور الذهنية البصرية لدى مستخدمي لغة الإشارة الأمريكية - الصم والسامعين - والسامعين الذين لا يستخدمون لغة الإشارة. وُلِد هؤلاء الأشخاص الذين يستخدمون لغة الإشارة لوالدين أصمين، وكانت لغة الإشارة الأمريكية هي لغتهم الأولى. ومن الجوانب الأخرى التي تمت دراستها في هذه الدراسة ايضًا، هو الفرق بين مستخدمي لغة الإشارة الأصليين وأولئك الذين تعلموا لغة الإشارة في سن متأخرة. في هذه التجربة، تم اعتبار المتحدثين الأصليين باللغة صمًا ولدوا لآباء أصمين وبالتالي بدأوا في استيعاب اللغة منذ الطفولة. اللغة الأساسية الأخرى للصم هي لغة الإشارة، لكنهم لم يتعلموها حتى سن الثانية إلى السادسة عشرة. 
ومن خلال تجربة إنشاء صور بسيطة واخرى معقدة، كان الأفراد الصم هم الأسرع، يليهم بعد ذلك الأشخاص الذين يسمعون الإشارات، ثم الأشخاص الذين لا يسمعون الإشارات. وقد كان هذا متوقعًا؛ ومع ذلك، عند النظر إلى مخطط النتائج، كان أداء الأشخاص مستخدمي الإشارات السامعين متطابقًا تقريبًا، فيما يتعلق بالصور البسيطة والمعقدة، مع مستخدمي الإشارات من الاشخاص الذين يعانون الصم ولكن بشكل أبطأ. وقد كان الأشخاص الذين لا يشيرون على الكلمات على المسار الصحيح في متابعة الصورة البسيطة، ولكن وقت رد فعلهم كان أطول بكثير. وتوفر الخبرة باللغة البصرية المكانية أوقات رد فعل أسرع. على الأقل في هذا المجال.
تتوافق النتائج مع القدرات المخصصة لمعالجة لغة الإشارة التي يتم تعزيزها في الدماغ، مقارنة بتلك القدرات لدى غير المستخدمين للغة الإشارة. لقد تم اختبار المشاركين من خلال بعض الأشياء مثل: الدوران العقلي وانعكاس المرآة. وكان لدى من يستخدمون لغة الاشارة ميزة في عكس المرآة، ولكن لم يكن هناك فرق بين المستخدمين للغة الإشارة وغير المستخدمين لها، وذلك أثناء قيامهم بالتدوير العقلي. وبناء على هذه النتائج، قد لا يكون صحيحاً القول بأن أصحاب لغة الإشارة لديهم قدرة أفضل على تحويل الصور، ولكن القدرة قد تكون في تدوير الصور. ومن خلال هذه التجربة، فقد تم التشكيك في أن سبب تعزيز القدرات انما هو الحرمان السمعي أو بسبب استخدام لغة بصرية مكانية. قد يكون الأشخاص الذين يتعلمون لغة الإشارة بوصفها لغة أولى هم المفتاح للإجابة على مثل هذا التساؤل. 

## استخدامات مفيدة للغة الإشارة
في حين يتم استخدام لغة الإشارة في الغالب من قبل الأشخاص الصم أو ضعاف السمع، أو كذلك في علاقات وثيقة مع الأشخاص الصم أو ضعاف السمع، فيمكن القول إن لغة الإشارة يمكن أن تكون مفيدة. وفي حالات أخرى قد تسبب صعوبات في التواصل باستخدام اللغة اللفظية. وهذه الاضطرابات يمكن أن تشمل مشاكل في النطق والطلاقة والصوت. 
عسر النطق
وهذا الاضطراب يؤثر على قدرة الدماغ على التخطيط للحركات المشاركة في الكلام.  وفي هذا الاضطراب، يعرف الشخص إدراكيًا ما يريد قوله ومع ذلك فهو غير قادر على إخراج هذه الفكرة لفظيًا. يمكن أن يكون عسر الكلام مكتسب أو موجود منذ الولادة. يحدث فقدان القدرة على الكلام المكتسب بسبب تلف أجزاء من الدماغ تستخدم لإنتاج الكلام، وأسباب فقدان القدرة على الكلام منذ الولادة غير واضحة.
بعض أعراض فقدان القدرة على الكلام هي:
- تشويه الأصوات (مثل الحروف المتحركة)
- أخطاء غير متسقة في الكلام
- أخطاء في النبرة أو الضغط أو الإيقاع

خلل النطق
وهذا الاضطراب ينتج إما عن ضعف في العضلات المستخدمة الخاصة بإنتاج الكلام، أو بسبب انخفاض القدرة على التحكم في تلك العضلات.  وبعض الأسباب الشائعة لعسر التلفظ أو خلل النطق تتمثل في اضطرابات الجهاز العصبي، أو اضطرابات أخرى يمكن أن تسبب الشلل في الوجه واللسان والحلق.
بعض أعراض عسر التلفظ هي:
- كلام غير واضح أو بطيء
- حجم غير مناسب
- الكلام السريع
- إيقاع الكلام غير الطبيعي
- كلام رتيب
- صعوبة تحريك اللسان أو عضلات الوجه

حبسة
ويؤثرهذا اضطراب على طريقة فهم الشخص للغة، وتحدثه وكتابته لها. وعادة ما يكون فقدان القدرة على الكلام نتيجة لإصابة ما في الرأس، أو سكتة دماغية، وربما يكون له أسباب أخرى مثل الأورام، أو الأمراض المتقدمة.  وهناك عدة أنواع من فقدان القدرة على الكلام، ويمكن القول أن أكثرها شيوعًا هو ما يسمي "حبسة بروكا وحبسة فيرنيكه". إن أنواع فقدان القدرة على الكلام المختلفة لها تأثيرات مختلفة على فهم وإنتاج اللغة.
بعض أعراض فقدان القدرة على الكلام هي:
- جمل قصيرة أو غير كاملة
- استبدال الكلمات بشكل غير صحيح
- كلمات غير قابلة للتعرف عليها
- صعوبة في العثور على الكلمات
- عدم فهم ما يتم قراءته

خلل في النطق
وهوعبارة عن اضطراب في الصوت ويتضمن نوعين مختلفين. خلل النطق غير الوظيفي وخلل التطق المفرط، يحدث الأول بسبب إغلاق الحبال الصوتية أو الطيات الصوتية بشكل غير كامل، في حين يحدث الثاني بسبب الإفراط في استخدام عضلات الحنجرة. 
بعض أعراض خلل النطق هي:
- صوت متقطع أو أجش أو خشن
- عدم استقرار الصوت
- إرهاق الصوت